# Otto Wachenhusen

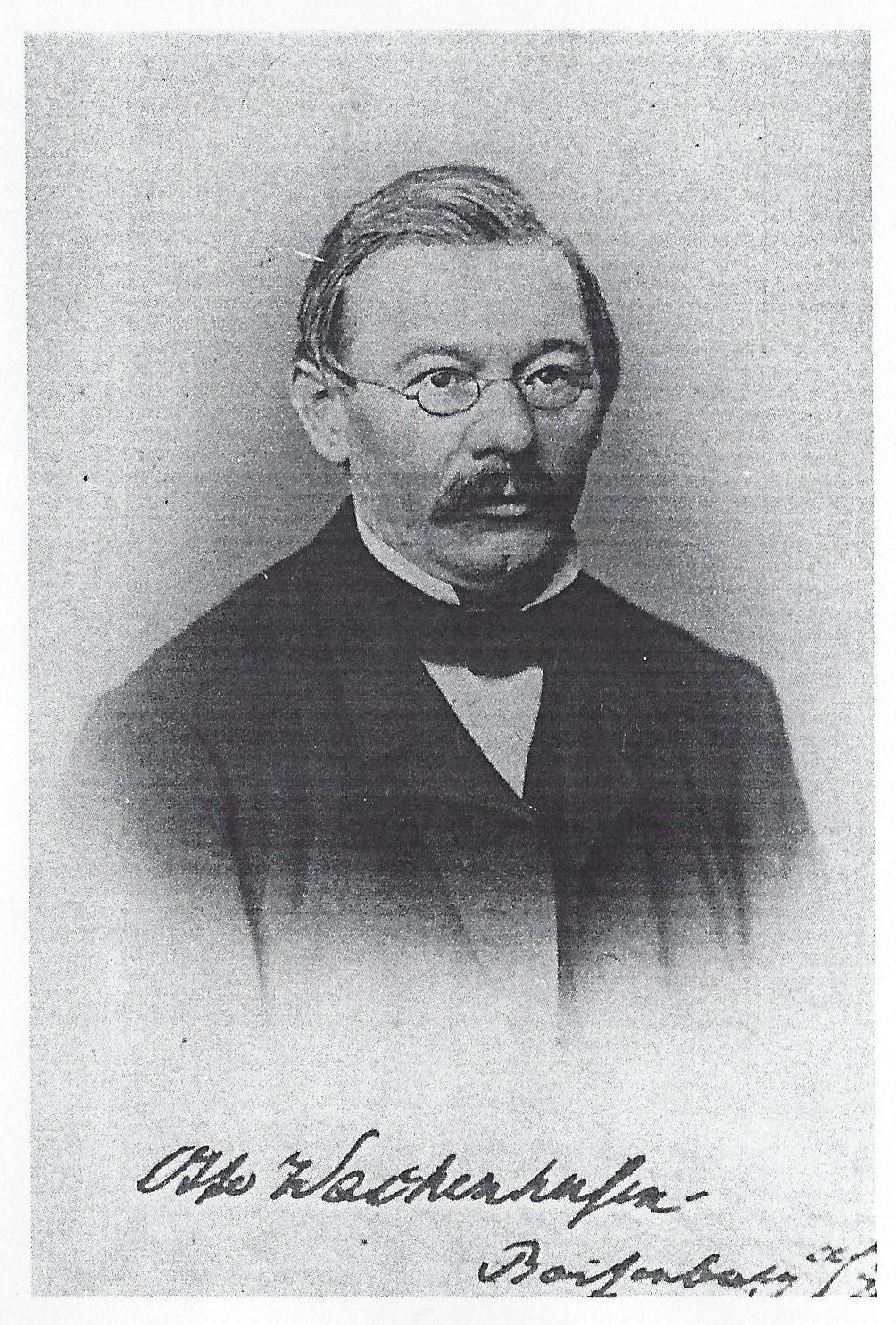
Otto Wachenhusen

Otto Wachenhusen (vollständiger Name: Hermann Otto Heinrich Wachenhusen; * 10. Oktober 1820 in Güstrow; † 18. Dezember 1889) war ein deutscher  Rechtsanwalt und Notar. Als liberaler Politiker saß er im Reichstag (Norddeutscher Bund).

## Leben
Wachenhusen besuchte die Domschule Güstrow. Nach dem Abitur studierte er Rechtswissenschaft an der Universität Leipzig, der Universität Jena und der Universität Rostock. Er wurde Mitglied der Corps Hanseatia Rostock und Saxonia Jena (1843).
Er war Rechtsanwalt und Notar in Boizenburg sowie Vorsitzender eines Schulze-Delitzschen Vorschussvereins.
Von 1867 bis 1870 war er Abgeordneter im Reichstag des Norddeutschen Bundes für den Reichstagswahlkreis Großherzogtum Mecklenburg-Schwerin 1. In dieser Eigenschaft war er gleichzeitig auch Mitglied des Zollparlaments. Er gehörte der Nationalliberalen Partei an.

## Schriften
- Beiträge zur Lösung unserer Gewerbefrage. Schwerin 1850.
- Die Volkswirthschaftslehre. Für das deutsche Volk. Leipzig 1863. GoogleBooks
- Die Deutsche Einheit und das Bismarck´sche Reformprojekt. 1866.
- Alt? oder Neu? Ein Flugblatt. 1867.
- Grundsätze der Nationalökonomie sowie des Staatssocialismus und der Socialdemokratie. 1886.
- Neue Untersuchungen über Ursprung, Wesen und Fortbestand der Grundrente. Leipzig 1887. Neudruck Kessinger Publishing 2010.